# المجتمع القمري

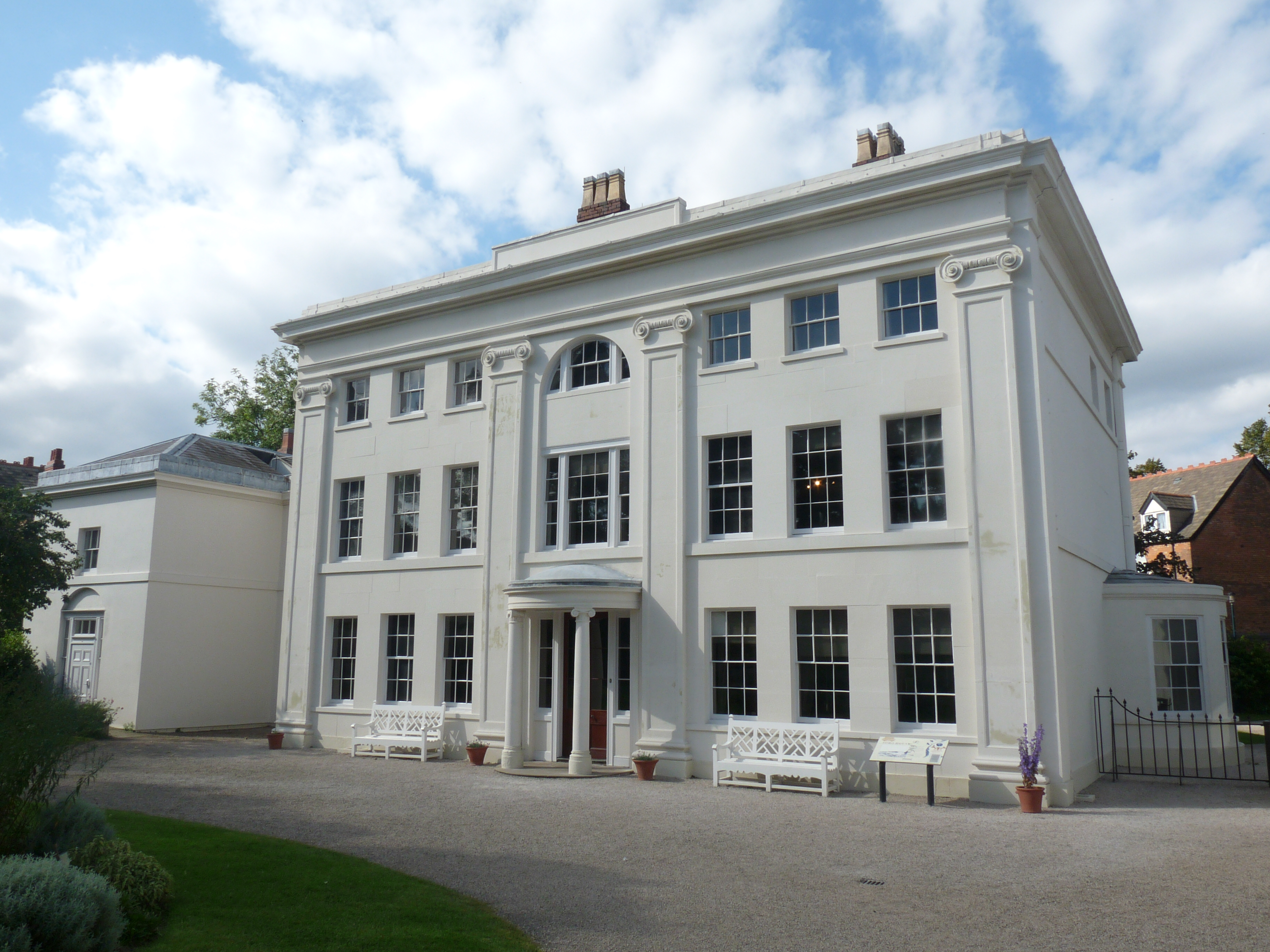

المجتمع القمري (بالإنجليزية: Lunar Society)‏ كان ناديا ومجتمعا علميا غير رسمي من صناعيين وفلاسفة طبيعة ومفكرين كانوا يجتمعون بانتظام بين 1765 و1813 في برمينغهام بإنجلترا.